# Marriage Story
Pour plus de détails, voir Fiche technique et Distribution.
Marriage Story est un film américain écrit et réalisé par Noah Baumbach, sorti en 2019.
Le film est présenté en avant-première à la Mostra de Venise 2019, avant une sortie limitée dans quelques salles puis une sortie mondiale sur Netflix.
Il a été salué par la critique, recevant des éloges pour le scénario et la mise en scène de Noah Baumbach, ainsi que pour les performances de Scarlett Johansson, Adam Driver et Laura Dern, qui vaut à cette dernière l'Oscar de la meilleure actrice dans un second rôle, en 2020.

## Synopsis
Exit Ghost, la compagnie théatrale appartenant à Charlie Barber, un metteur en scène à succès à New York, joue une pièce qui met en vedette sa femme, Nicole, une ancienne actrice. Le couple connaît des problèmes conjugaux et voit un conseiller conjugal, qui suggère qu'ils écrivent chacun ce qu'ils aiment l'un de l'autre. Mais Nicole est trop gênée pour lire le sien à haute voix, et ils décident de renoncer au conseil.
Lorsque Nicole se voit proposer un rôle principal dans un pilote de télévision à Los Angeles, elle décide de quitter la compagnie et de vivre temporairement avec sa mère à West Hollywood, emmenant leur fils Henry. Charlie décide de rester à New York, car la pièce se joue désormais à Broadway. Bien que le couple ait accepté de se séparer à l'amiable et de renoncer aux avocats, Nicole engage Nora Fanshaw, une avocate spécialisée dans les affaires familiales, et lui raconte comment elle s'est progressivement sentie négligée par Charlie et comment il rejette ses idées et ses envies. Nicole suggère également que Charlie a couché avec Mary Ann, la régisseuse de sa compagnie de théâtre. Charlie rend visite à Henry dans la famille de Nicole, révélant qu'il a remporté une bourse MacArthur, mais Nicole annonce alors son intention de divorcer. Charlie rencontre alors Jay Marotta, un avocat impétueux et cher qui exhorte Charlie à se battre salement ; Charlie retourne à New York sans l'embaucher. Il reçoit un appel téléphonique de Nora, qui l'avertit de prendre rapidement un avocat, il a bientôt dépassé le délai imparti pour cela, ou de risquer de perdre la garde d'Henry. Charlie retourne à Los Angeles et engage Bert Spitz, un avocat familial âgé, moins cher, reconverti (les affaires familiales n'étaient pas sa première spécialité), et empathique, qui privilégie une approche civile et conciliante.
Henry raconte à Charlie que Nicole souhaite vivre à Los Angeles et ne pas retourner à New York. Charlie, un peu confus, appelle alors Nicole, l'interrogeant avec colère. Nicole le rappelle alors, révélant qu'elle a piraté ses e-mails et a appris sa liaison avec Mary Ann. Peu après, Charlie loue un appartement à Los Angeles, sur les conseils de Bert, pour se rapprocher de sa famille et renforcer sa demande de garde. Charlie souhaite éviter le tribunal, et Bert organise alors une rencontre avec Nora et Nicole. Nora soutient que Charlie a refusé de respecter les souhaits de Nicole de retourner à Los Angeles et que Henry préférerait rester avec sa mère plutôt que de faire des allers-retours entre les côtes. Bert conseille à Charlie d'abandonner complètement sa résidence à New York, mais Charlie, frustré, refuse et le congédie.
En utilisant le premier paiement de sa bourse de recherche, Charlie engage Jay. L'affaire est portée devant le tribunal, où Nora et Jay se disputent de manière agressive au nom de leurs clients, conduisant à une série de déclarations des deux avocats visant à saper la réputation de la partie adverse : Nora met en lumière la distance émotionnelle de Charlie et son infidélité passée, tandis que Jay exagère les habitudes de consommation de Nicole et menace de poursuites pénales pour avoir piraté les e-mails de Charlie. Pendant ce temps, Nicole et Charlie restent amis hors du tribunal et partagent du temps avec Henry, de plus en plus agacé par les allers-retours. Déçus par la procédure judiciaire, le couple décide de se rencontrer en privé. Cependant, leur discussion initialement amicale tourne à la méchanceté : entre autres, Nicole prétend que Charlie a maintenant complètement fusionné avec son propre égoïsme, et Charlie lui souhaite la mort. Il fond alors en larmes et s'excuse ; Nicole s'excuse également et le réconforte. Peu de temps après, ils acceptent d'assouplir leurs demandes et de parvenir à un accord égal pour finaliser le divorce, bien que Nora négocie des conditions légèrement meilleures pour Nicole, contre la volonté de cette dernière.
Un an plus tard, Charlie amène le petit dans la famille de Nicole. La pièce de Charlie connaît un succès à Broadway, tandis que Nicole a un nouveau petit ami et est nommée aux Emmy Awards pour avoir réalisé un épisode de sa série télévisée. Charlie informe Nicole qu'il a pris une résidence à l'UCLA et qu'il vivra à Los Angeles à plein temps pour se rapprocher d'Henry. Plus tard, il découvre Henry en train de lire la liste des choses que Nicole aime chez Charlie, qu'elle avait écrite pour le conseil conjugal. Henry demande à Charlie de la lui lire à haute voix, et Charlie le fait, manifestant beaucoup d'émotion, vers la fin de la lettre, on s'aperçoit que Nicole est arrivée et les écoute depuis le seuil de la pièce. Après la fête d'Halloween ce soir-là, Nicole propose de laisser Charlie ramener Henry à la maison même si c'est sa nuit. Charlie se dirige vers sa voiture portant Henry, et ils s'éloignent une fois de plus.

## Fiche technique
Sauf indication contraire, les informations mentionnées dans cette section peuvent être confirmées par la base de données cinématographiques IMDb,  présente dans la section « Liens externes ».
- Titre original et français : Marriage Story
- Titre québécois : Une histoire de mariage
- Réalisation et scénario : Noah Baumbach
- Musique : Randy Newman
- Direction artistique : Andrew Hull et Joshua Petersen
- Décors : Jade Healy
- Costumes : Mark Bridges
- Montage : Jennifer Lame
- Photographie : Robbie Ryan
- Production : Noah Baumbach et David Heyman
  - Production déléguée : Craig Shilowich
- Société de production : Heyday Films
- Société de distribution : Netflix
- Pays d'origine :  États-Unis
- Langue originale : anglais
- Format : couleur
- Format d'image : 1.66:1[1]
- Genre : Drame et romance
- Dates de sortie :
  - Italie : 20 août 2019 (Mostra de Venise 2019)
  - États-Unis : 6 novembre 2019 (sortie limitée)
  - Mondial : 6 décembre 2019 (sur Netflix)

## Distribution
- Scarlett Johansson (VF : Julia Vaidis-Bogard) : Nicole Barber
- Adam Driver (VF : Valentin Merlet) : Charlie Barber
- Azhy Robertson (VF : Marius Druit) : Henry Barber, le fils de Nicole et Charlie
- Laura Dern (VF : Rafaèle Moutier) : Nora Fanshaw, l'avocate de Nicole
- Alan Alda (VF : Jean-Luc Kayser) : Bert Spitz, le premier avocat de Charlie
- Ray Liotta (VF : Emmanuel Jacomy) : Jay Marotta, le deuxième avocat de Charlie
- Julie Hagerty (VF : Blanche Ravalec) : Sandra, la mère de Nicole
- Merritt Wever (VF : Catherine Desplaces) : Cassie, la sœur de Nicole
- Wallace Shawn (VF : Jean-Claude Donda) : Frank
- Martha Kelly (VF : Patricia Legrand) : Nancy Katz
- Mark O'Brien : Carter Mitchum
- Matthew Shear : Terry
- Brooke Bloom (VF : Léa Gabriele) : Mary Ann
- Kyle Bornheimer (VF : Guillaume Orsat) : Ted
- Mickey Sumner : Beth
- Robert Smigel : Le médiateur
- Rich Fulcher : Le juge Neil Tilden
- Lucas Neff : Pablo
- Tunde Adebimpe : Sam

Version française selon le carton de doublage de Netflix.

## Production

### Musique
La bande originale du film sort sur les plateformes de streaming musical le 8 novembre 2019, sous le label Lakeshore Records. Cette bande originale comprend toutes les musiques originales composées pour le film par Randy Newman.
Bandes originales par Randy Newman
Toy Story 4
(2019)
| No  | Titre                               | Durée |
| --- | ----------------------------------- | ----- |
| 1.  | What I Love About Nicole            | 3:25  |
| 2.  | What I Love About Charlie           | 3:43  |
| 3.  | Last Critique                       | 1:41  |
| 4.  | Procession to the Traile            | 1:20  |
| 5.  | Nicole Tells Her Story              | 1:02  |
| 6.  | Mommy Phase                         | 1:01  |
| 7.  | Trick or Treat                      | 1:19  |
| 8.  | New House                           | 1:32  |
| 9.  | Sockpants / Dirty Sockpants         | 1:27  |
| 10. | Shouting and Shopping               | 1:40  |
| 11. | Separate Lives                      | 1:12  |
| 12. | What I Love About Charlie (Reprise) | 1:36  |
| 13. | Sgt. Pepper Shoelaces               | 1:07  |
| 14. | End of Story (Credits)              | 2:46  |

## Accueil

### Accueil critique
Le film reçoit globalement de bonnes critiques de la part de la presse, Allociné proposant une moyenne de 4,4/5.
Les critiques sur cette production Netflix sont élogieuses. Dès le premier jour de la sortie sur la plateforme Netflix du film, les journaux culturels partagent leurs critiques. Le Figaro décrit Marriage Story comme « L'un des plus beaux films de l'année ». La revue bimestrielle La Septième Obsession peint un autre tableau élogieux du film : « Ce rythme effréné, heurté, saccadé, ces allers-retours, ces hésitations, ce mouvement incessant, ces balades, ces brèves accalmies, c’est être vivant, et c’est tout le sujet de ce grand film. ».  Le site Onlike souligne que « Noah Baumbach excelle dans son portrait empathique et nuancé des deux acteurs principaux » alors qu'à l'inverse « Marriage Story ne verse pas vraiment dans la nuance quand il dépeint les avocats américains. Hargneux, hypocrites, détestables mais pourtant indispensables, voici ce que l’on retient de leur prestation dans le film. »
Cependant, L'Obs écrit un avis contrasté et n'offre que trois étoiles sur cinq au film : « Cela mérite-t-il de durer 2h15 ? Non, mais le couple Scarlett Johansson et Adam Driver, épatant, et la justesse d’observation méritent nos larmes et notre empathie. ».
Le Figaro, qui a attribué sa note maximale de cinq étoiles, écrit « Dans Marriage Story, titre empreint d’une ironie douce, Baumbach s’inspire de sa séparation avec l’actrice Jennifer Jason Leigh. Le film est d’ailleurs très juste dans sa peinture du show-business (de New York et Los Angeles), dans sa description de la relation entre un metteur en scène (ici de théâtre), Charlie, et une actrice, Nicole, avec tout ce qu’elle comporte de compromis, de rancœurs et d’ambitions contrariées. Mais Marriage Story est avant tout la mise à mort d’un couple, lente, minutieuse, cruelle et poignante. ».

## Distinctions

### Récompenses
- Golden Globes 2020 : Golden Globe de la meilleure actrice dans un second rôle pour Laura Dern[9]
- Screen Actors Guild Awards 2020 : Meilleure actrice dans un second rôle pour Laura Dern
- BAFTA 2020 : Meilleure actrice dans un second rôle pour Laura Dern
- Oscars 2020 : Meilleure actrice dans un second rôle pour Laura Dern

### Nominations
Marriage Story est le film le plus nommé de la 77e édition des Golden Globes avec six nominations.
- Golden Globes 2020[10] : 
  - Meilleur film dramatique
  - Meilleur acteur dans un film dramatique pour Adam Driver
  - Meilleure actrice dans un film dramatique pour Scarlett Johansson
  - Meilleur scénario
  - Meilleure musique de film
- Oscars 2020[11] :
  - Meilleur film pour Noah Baumbach et David Heyman
  - Meilleur acteur pour Adam Driver
  - Meilleure actrice pour Scarlett Johansson
  - Meilleur scénario original pour Noah Baumbach
  - Meilleure musique de film pour Randy Newman
- BAFTA 2020 :
  - Meilleur acteur pour Adam Driver
  - Meilleure actrice pour Scarlett Johansson
  - Meilleur scénario original
  - Meilleur casting pour Douglas Aibel et Francine Maisler

### Sélection
- Mostra de Venise 2019 : en compétition officielle